# Malyn (huyện)
Huyện Malyn (tiếng Ukraina: Малинський район, chuyển tự: Malyns'kyi raion) là một huyện của tỉnh Zhytomyr thuộc Ukraina. Huyện Malyn có diện tích 1485 kilômét vuông, dân số theo điều tra dân số ngày 5 tháng 12 năm 2001 là 51997 người với mật độ 35 người/km2. Trung tâm huyện nằm ở Malyn.